# ダーサンと川のギャング
『ダーサンと川のギャング』は、斉藤洋の児童文学作品。『ダーサンとクロヒョウ』の続編。岩崎書店から1995年に刊行された。挿絵は森田みちよ。

## あらすじ
密林と草原の王者、ダーサンとクロヒョウパパ、クロヒョウボーイは、シマウマたちに頼んで荷物をドゥハハブ村まで持っていくように頼む。その時、キリンの夫婦がやってきて、川が大変になっていることを告げる。

## キャラクター
- ダーサン
自称密林と草原の王者。ターザンとよく似ているがよく見ると違いがある。動物語が話せる。
ワニたちと話し合いで問題を解決しようとするが…。
- クロヒョウパパ
クロヒョウ。ダーサンが与えたみつまめの缶詰めが大好き。ワニを倒すためにカバの軍団を読んでくる。
- クロヒョウボーイ
クロヒョウ。クロヒョウパパと同じくダーサンが与えたみつまめの缶詰めが大好き。カバが苦手。
- ワニ
ブーカブーカに獲物を奪われて恨み、近々行われるブーカブーカの結婚式の妨害をしようと、川に近づくすべての動物に攻撃する。
- シマウマ達
「シマウ・マー・リッパ」「シマウ・マー・ワカイ」「シマウ・マー・ハヤイ」「シマウ・マー・ツヨイ」「シマウ・マー・ステキ」「シマウ・マー・キレイ」の6人家族。
ドゥハハブ村まで荷物を届けようとする。
- キリンの夫婦
夫が「キリ・ンート・タカイ」、妻が「キリ・ンート・コダクサン」。クロヒョウパパの家の近くの泉の水を飲もうとする。
- カバ
10頭のカバたち。ワニを退治する代わりにリンゴと名前をもらう。
- ブーカブーカ
アフリカゾウ。ガールフレンドのフーカフーカと結婚式をする。

## シリーズ作品
- ダーサンとクロヒョウ